# Sveitarfélagið Ölfus
Sveitarfélagið Ölfus ([ˈœlvʏs]ⓘ) es un municipio de Islandia. Se encuentra en la zona occidental de la región de Suðurland en el condado de Árnessýsla. 

## Población y territorio
Ölfus tiene un área de 725 kilómetros cuadrados. Ocupa el puesto 34.° en extensión con respecto al territorio nacional. Dispone de dos centros urbanos: Þorlákshöfn y Árbæjarhverfi.
Una gran parte del territorio del municipio está cubierta de lava donde se puede visitar cuevas impresionantes, por ejemplo en el área Leitarhraun en el noroeste de Ölfus donde hubo una erupción volcánica hace 5000 años. La cueva Arnarker que mide 516 metros de longitud es una de las cuevas más conocidas. La cueva Raufasahólshellir, cuya longitud es de 1360 metros, mide 10 metros de alto y 30 metros de ancho en algunos lugares y es una de las cuevas más grandes de Islandia.
Árnarhellir es una cueva con estalactitas y estalagmitas cerca de la comunidad de Þorlákshöfn.
El lago Hlíðarvatn es conocido por su avifauna. Se ubica en el sur del municipio cerca de la bahía Selvogur y tiene una superficie de 3,3 kilómetros cuadrados y una profundidad del agua de 5 metros.
En el valle Reykjadalur en el norte del municipio hay fuentes termales.

## Cultura
En el municipio se ubican varios lugares históricos. La iglesia de la pequeña comunidad de Kotströnd, Kotstrandarkirkja, que se halla en un jardín bien cuidado, fue construida en 1909. Esta iglesia de madera con capacidad para 200 personas parece bastante grande para la pequeña comunidad pero sirvió de iglesia parroquial de la ciudad de Hveragerði hasta 1972 cuando fue inaugurada la iglesia de Hveragerði. 
La iglesia de la comunidad de Hjalli, Hjallarkirkja, fue construida en 1928 y abriga un púlpito de 1797.
Según algunas leyendas la iglesia Strandarkirkja en el sudoeste del municipio fue fundada inmediatamente después de la introducción del cristianismo en Islandia en el año 1000. Esta iglesia de madera, mencionada en muchas historias y documentos, se encuentra cerca de la bahía Engilsvík lo que significa "Bahia de los Angeles". Se dice que la luz y la campana de la iglesia salvaron muchos pesqueros y marineros en peligro marítimo. En varias ocasiones la renovación y reparación de la iglesia fueron pagadas por marineros y pesqueros que habían ahorrado y donado el dinero. La iglesia de hoy fue construida en 1888 y renovada en 1968 y en 1996. La iglesia abriga un retablo pintado por el artista islandés Sigurð Guðmundsson (1833-1874) en 1865 y un púlpito de 1888. La iglesia mide 11,89 m de largo y 7,10 m de ancho. En 1990 la Strandarkirkja fue reconocida como un monumento nacional
El terraplén Fornigarður que mide 7 km de largo aproximadamente se extiende cerca de la iglesia Strandarkirkja. El hecho de que varias excavaciones mostraran ceniza de la erupción volcánica del volcán Hekla del año 1104 bajo su base podría significar que quizás fuese construido después de 1104. El documento más antiguo que menciona el terraplén es un documento de la iglesia Strandarkirkja redactado en 1275. Originalmente el terraplén tenía 1,66 m de alto y 0,96 m de ancho pero en el transcurso de muchos siglos fue deteriorado por la erosión y hoy día se presenta algo más bajo. Se lo conoce también bajo las denominaciones Langigarður o Strandargarður.
Al lado de la colina Kögunarhóll que se ubica en el nordeste del municipio fueron eregidos en 2006 52 cruces como monumento para las múltiples víctimas de los accidentes en la carretera núm. 1 (Hringvegur). La colina mide 61 m de alto y ofrece una vista panorámica impresionante de la región.

## Infraestructura
En Þorlákshöfn, el centro urbano de Ölfus, se ubican el ayuntamiento de Ölfus (Ráðhús Ölfuss), una escuela general básica, un centro de salud (Heilsugaelustöð), una farmacia, una biblioteca pública, varios negocios, una gasolinera, un taller de reparaciones y un supermercado. Además cuenta con un hotel, un terreno de camping, varios restaurantes, un campo de golf, un complejo deportivo y una piscina.

## Galería

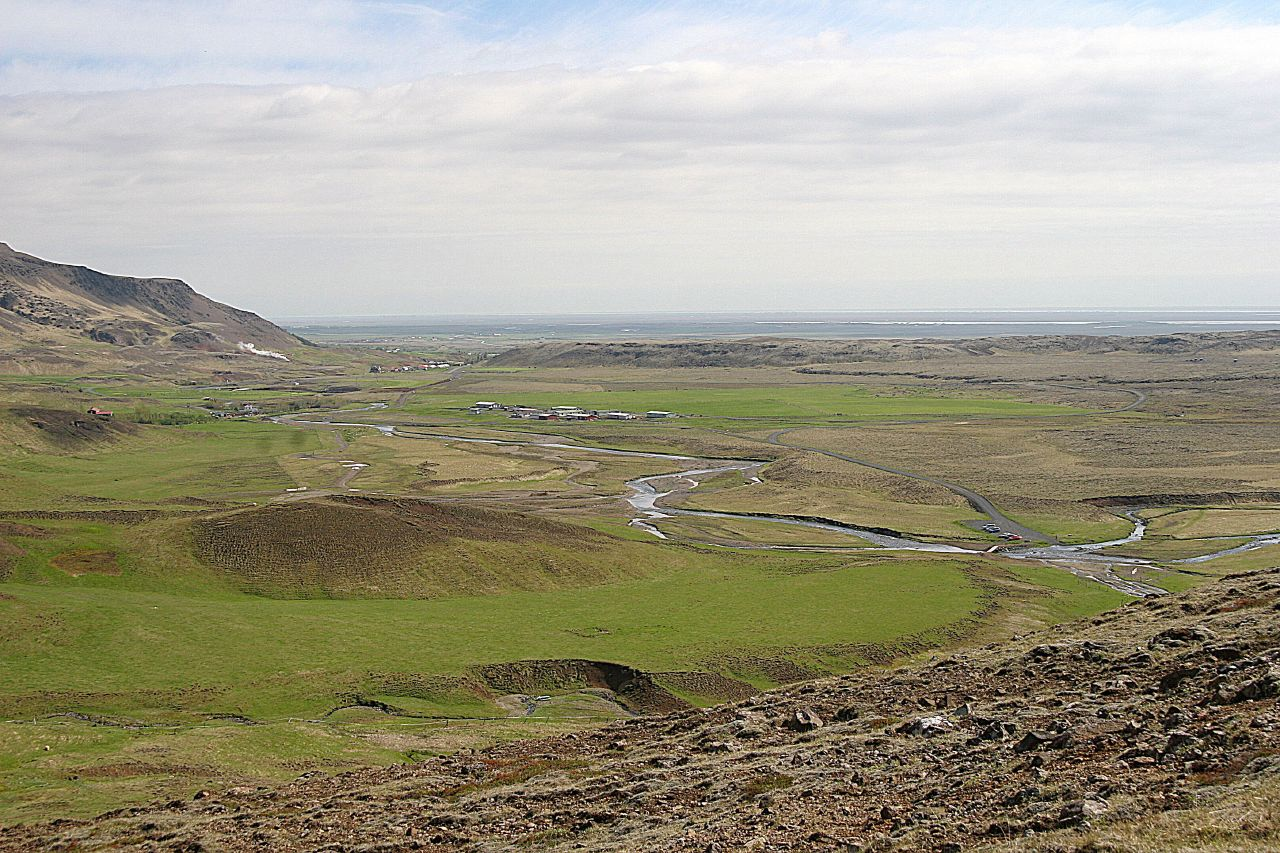
Paisaje típico en Ölfus
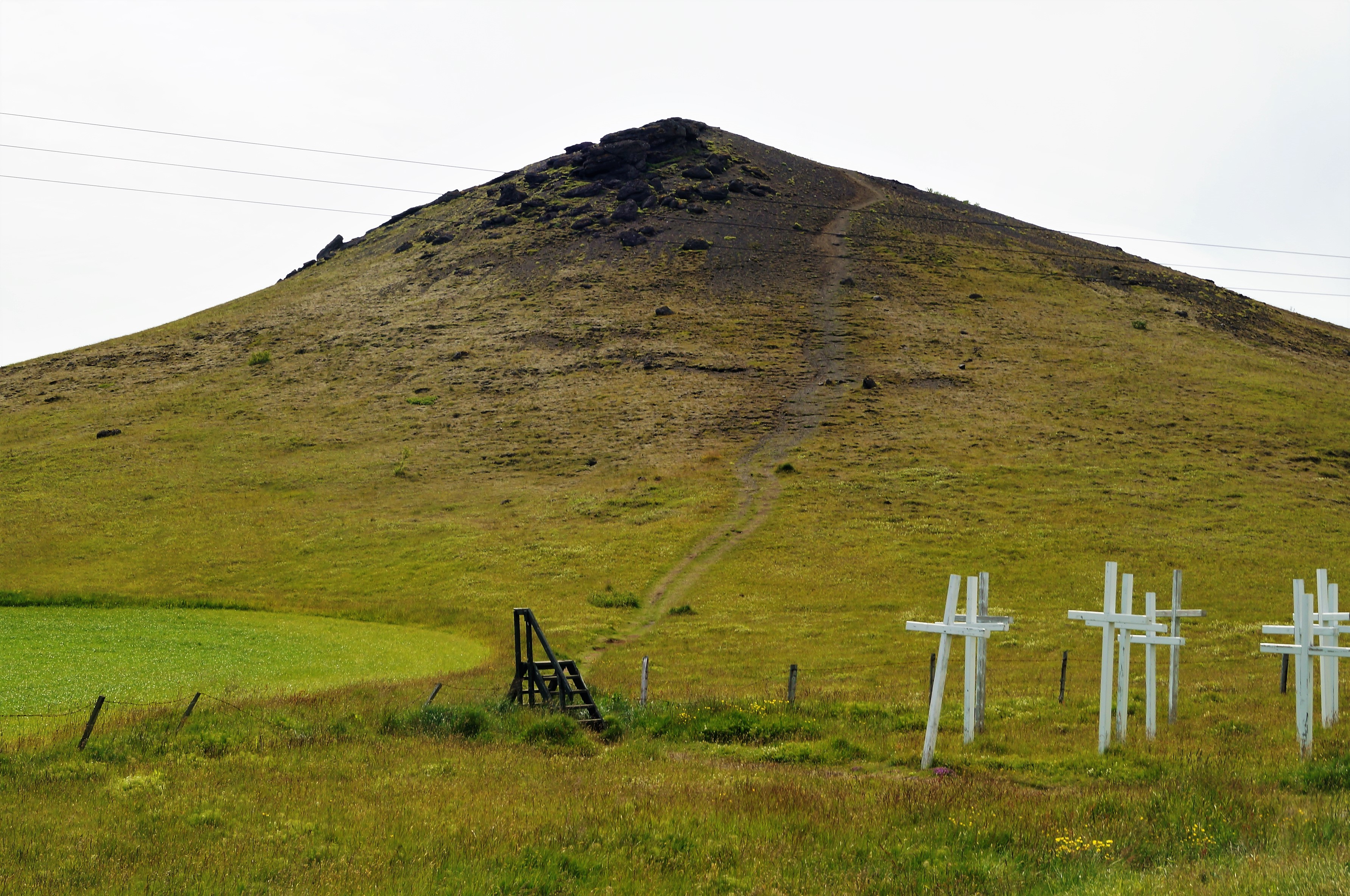
Cruces delante de la colina Kögunarhóll
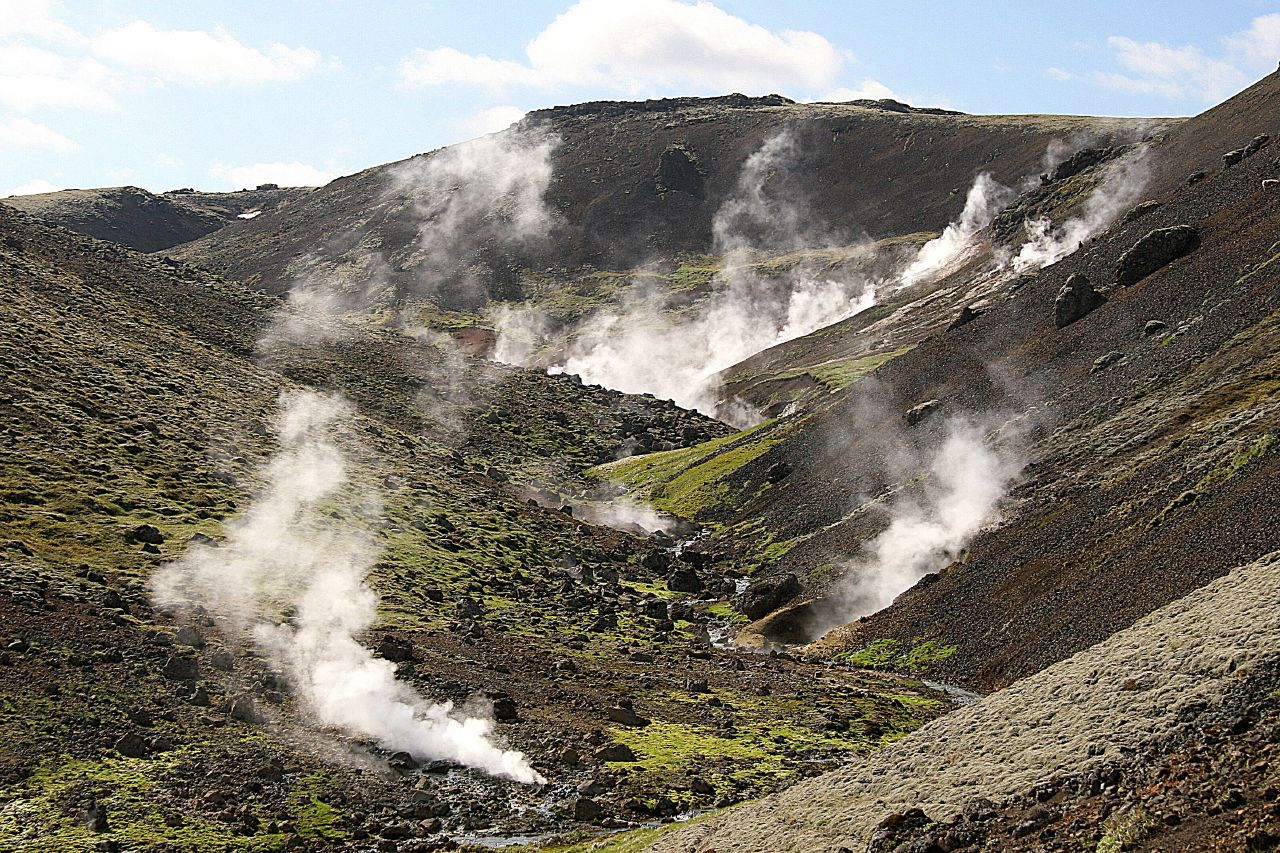
La valle Reykjadalur
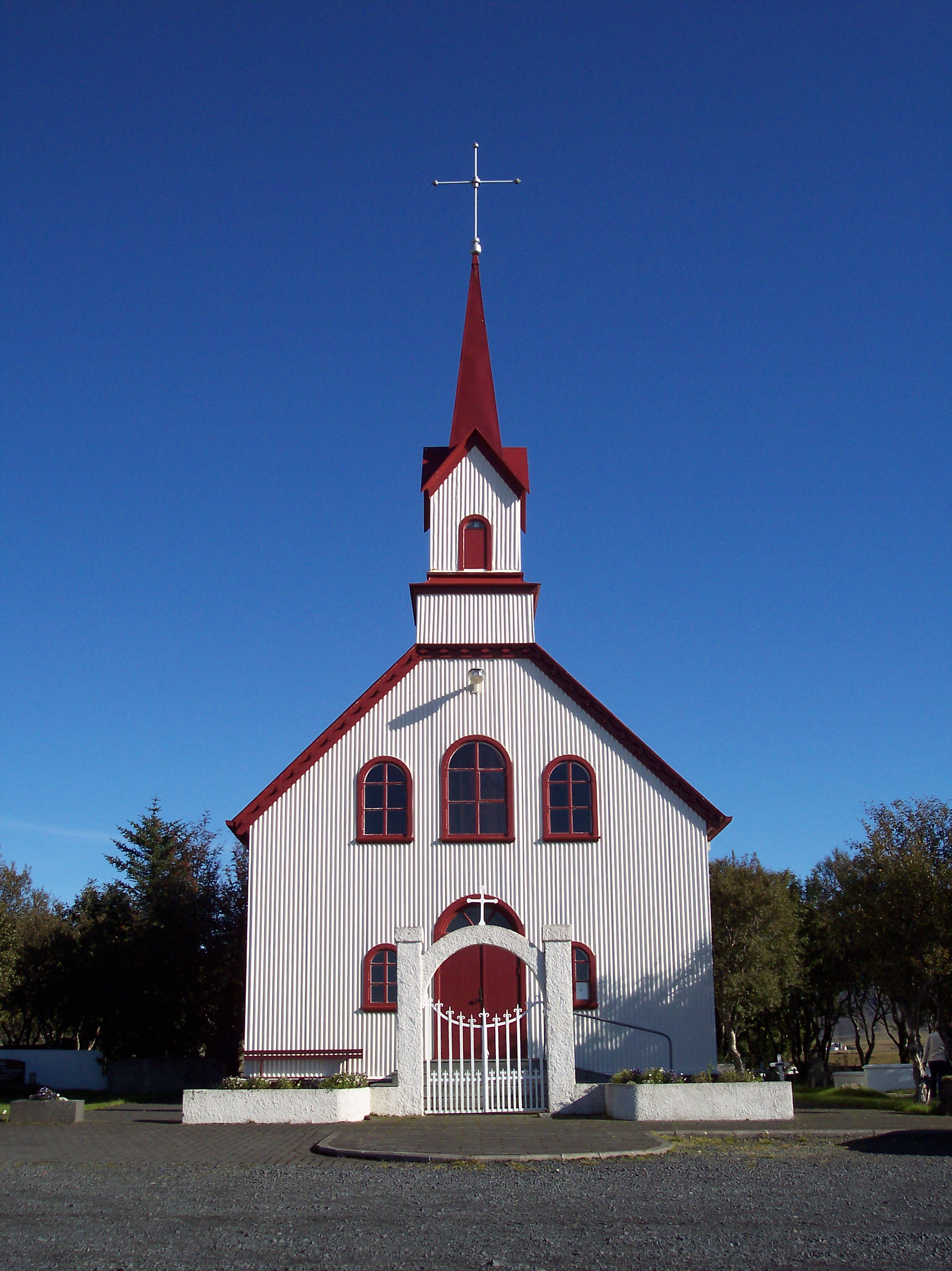
Iglesia Kotstrandarkirkja
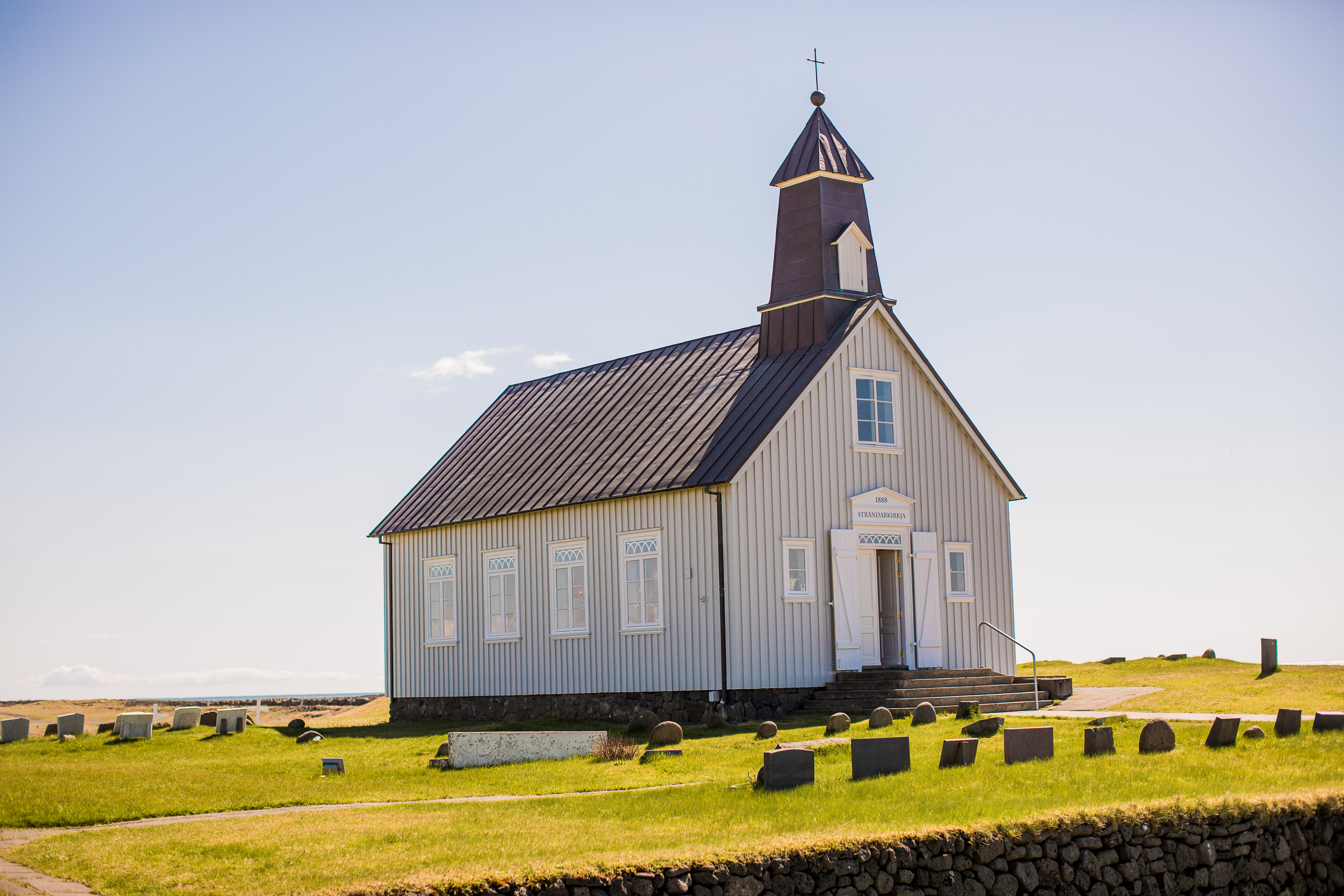
Iglesia Strandarkirkja
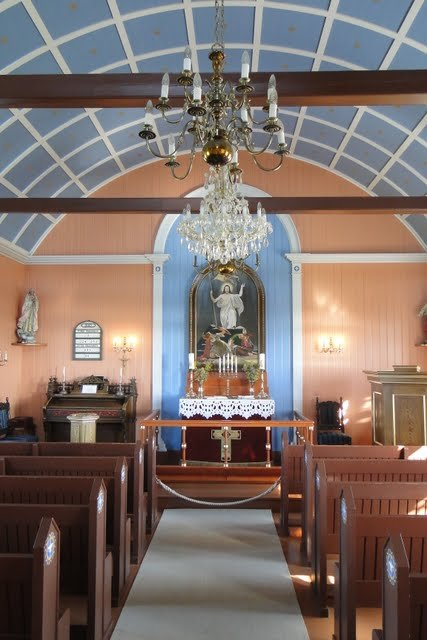
Strandarkirkja